# This Must Be the Place
This Must Be the Place è un film del 2011 co-scritto e diretto da Paolo Sorrentino.
Primo film di Sorrentino in inglese, è stato presentato in concorso al Festival di Cannes 2011 e ha vinto sei David di Donatello. Il titolo del film è un tributo alla canzone This Must Be the Place (Naive Melody) dei Talking Heads, inclusa nell'album Speaking in Tongues del 1983.

## Trama
(Padre di Cheyenne)
Cheyenne è un'ex rock star cinquantenne, celebre negli anni ottanta come leader del gruppo musicale Cheyenne & The Fellows. Nonostante si sia ormai ritirato dalle scene si veste e si trucca come quando saliva sul palco. Da diversi anni ha scelto un esilio volontario nella sua grande casa di Dublino, dove vive con la moglie Jane, trascorre le giornate a seguire i suoi investimenti in borsa o in compagnia dell'amica Mary. Proprio la compagna e i numerosi fan, che lo vedono ancora come un'icona, cercano di spingerlo a tornare sulle scene, ma lui, depresso e ansioso, non crede più nel potere taumaturgico del rock. Il tempo, inoltre, gli ha aperto gli occhi sul suo reale valore: in un successivo dialogo con David Byrne, che lui considera un vero artista e sperimentatore, Cheyenne commisera se stesso definendosi una comune popstar che faceva soldi scrivendo canzoni deprimenti e di successo, che hanno anche spinto alla morte due giovani dalla personalità fragile.
Un giorno viene informato che suo padre, con cui non ha contatti da trent'anni, sta morendo a New York. Avendo paura di volare giunge negli Stati Uniti via nave, ma quando arriva scopre che il padre è già deceduto. Viene inoltre a conoscenza del fatto che il genitore aveva dedicato gran parte della sua vita alla ricerca di Aloise Lange, l'ufficiale nazista che lo aveva umiliato in un campo di concentramento durante la seconda guerra mondiale. Decide di proseguire le ricerche del padre intraprendendo così un viaggio solitario negli Stati Uniti lungo il quale incontrerà David Byrne; Ernie Ray, un ricco uomo d'affari che gli presta il suo amatissimo pick-up; l'anziana moglie di Lange, un tempo insegnante di storia, al cui cospetto si spaccia come suo ex studente; la nipote dell'ufficiale nazista, giovane vedova di guerra che vive da sola con il figlio; Robert Plath, l'inventore delle valigie con le rotelle e Mordecai Midler, un facoltoso ebreo, esperto cacciatore di nazisti, che lo aiuterà nel suo intento.
Giunto a casa dell'ex ufficiale nazista grazie alle informazioni di Mordecai, Cheyenne compie la sua vendetta, conducendo fuori di casa Aloise completamente nudo, costringendolo così a sopportare temperature bassissime e a fargli vivere quello che avevano sopportato gli ebrei, in seguito il nazista dice a Cheyenne che non ha mai umiliato suo padre, bensì ha ubbidito agli ordini degli altri ufficiali facendolo umiliare da loro e che lo ha sempre odiato perché gli ha dato la caccia per moltissimi anni. A opera compiuta Cheyenne torna in Irlanda con un aereo (di cui prima aveva paura) e all'aeroporto si accende la sua prima sigaretta. Nella scena finale condivide con la madre di Mary un solare sguardo d'intesa; egli ora non ha più le sembianze della celebre rockstar che fu.

## Produzione
This Must Be the Place è una produzione internazionale con un budget che si aggira attorno ai 28 milioni di dollari. La banca Intesa Sanpaolo ha investito 2,5 milioni di euro per il film, mentre Eurimages ha stanziato 600.000 euro. Il film ha ricevuto finanziamenti anche da parte di Francia e Irlanda.
Sorrentino e Penn si incontrarono durante il Festival di Cannes 2008, dove il regista italiano presentava in concorso Il divo e Penn era presidente di giuria, promettendosi di lavorare al più presto assieme. Con in mente Penn come protagonista, Sorrentino inizia a scrivere la sceneggiatura con la collaborazione di Umberto Contarello. Dopo la vittoria del suo secondo Oscar per Milk, Penn decise di prendersi un anno sabbatico, rinunciando a vari progetti, ma comunque prese parte alla pellicola di Sorrentino.
Il regista teneva moltissimo anche alla partecipazione di Frances McDormand nel ruolo di Jane, la moglie del protagonista, tanto che quando le propose di leggere il copione, la avvertì anche che se ella avesse rifiutato la parte, il copione sarebbe stato cambiato per rendere Cheyenne vedovo o single.
La lavorazione del film è iniziata il 16 agosto 2010 a Dublino. A settembre la produzione si è spostata in Michigan, mentre ad ottobre sono state effettuate alcune riprese nel Nuovo Messico, in varie località come Alamogordo, Carrizozo e molte altre. A fine ottobre la produzione si è spostata a New York, mentre la fase di post-produzione ha avuto luogo a Roma.
L'immagine del cantante dark Cheyenne, interpretato da Sean Penn, è ispirata al leader dei Cure Robert Smith. Sorrentino aveva visto i Cure in concerto svariate volte da ragazzo, e quando li rivide nel 2008, rimase affascinato dal fatto che Smith, persino fuori dalle scene, vestisse ancora con lo stesso look dark del passato:
(Paolo Sorrentino)

## Colonna sonora
Le musiche per This Must Be the Place sono state scritte da David Byrne dei Talking Heads con la collaborazione del cantautore indie Will Oldham. Anche i brani accreditati alla band fittizia The Pieces of Shit sono composti da Byrne e Oldham, ma interpretati da Michael Brunnock, un cantante statunitense di origini irlandesi trovato su MySpace. Il CD della colonna sonora è stato messo in vendita in concomitanza con l'uscita del film nelle sale cinematografiche.

### Tracce
1. Gavin Friday – Lord I'm Coming
2. The Pieces of Shit – Lay & Love
3. The Pieces of Shit – Open Up
4. Mantovani & His Orchestra – Charmaine
5. Daniel Hope, Simon Mulligan – Spiegel Im Spiegel (Arvo Pärt)
6. Trevor Green – This Must Be the Place (Naive Melody)
7. David Byrne – This Must Be the Place (Naive Melody) (live)
8. Julia Kent – Gardermoen
9. Jonsi & Alex – Happiness
10. The Pieces of Shit – Eliza
11. Iggy Pop – The Passenger
12. The Pieces of Shit – You Can Like It
13. Brooklyn Rider Achille's Heel – Second Bounce
14. The Pieces of Shit – If It Falls It Falls
15. Gloria – This Must Be the Place (Naive Melody)
16. Nino Bruno e le 8 Tracce ft. David Copley – Every Single Moment in My Life Is a Weary Wait
17. The Pieces of Shit – The Sword Is Yours

## Distribuzione
Il film è stato presentato in concorso al Festival di Cannes 2011. In Italia è uscito nelle sale il 14 ottobre 2011. L'uscita statunitense, inizialmente prevista per dicembre 2011, è stata poi posticipata al 2 novembre 2012.
Ha incassato 11,9 milioni di dollari in tutto il mondo. 

### Edizione home video
Sui supporti DVD e Blu-ray il film è stato reso disponibile per il noleggio dal 22 febbraio 2012 e in vendita dal 21 marzo con in allegato un libro di 32 pagine sul cinema di Sorrentino. È stata pubblicata inoltre un'edizione limitata e numerata con DVD e CD della colonna sonora.

## Riconoscimenti
- 2012 - David di Donatello
  - Migliore sceneggiatura a Paolo Sorrentino e Umberto Contarello
  - Migliore fotografia a Luca Bigazzi
  - Miglior trucco a Luisa Abel
  - Migliori acconciature a Kim Santantonio
  - Miglior colonna sonora a David Byrne
  - Miglior canzone (If It Falls, It Falls) a David Byrne e Will Oldham
  - Nomination Miglior film a Nicola Giuliano, Francesca Cima, Paolo Sorrentino e Andrea Occhipinti
  - Nomination Migliore regia a Paolo Sorrentino
  - Nomination Miglior produttore a Nicola Giuliano, Andrea Occhipinti e Francesca Cima
  - Nomination Migliore scenografia a Stefania Cella
  - Nomination Migliori costumi a Karen Patch
  - Nomination Miglior montaggio a Cristiano Travaglioli
  - Nomination Miglior sonoro a Ray Cross e William Sarokin
  - Nomination Migliori effetti speciali a Stefano Marinoni, Paola Trisoglio e Rodolfo Migliari
- 2012 - Nastro d'argento
  - Regista del miglior film a Paolo Sorrentino
  - Migliore fotografia a Luca Bigazzi
  - Migliore scenografia a Stefania Cella
  - Nomination Miglior produttore a Nicola Giuliano, Andrea Occhipinti e Francesca Cima e Medusa Film
  - Nomination Migliore sceneggiatura a Paolo Sorrentino e Umberto Contarello
- 2011 - Festival di Cannes
  - Premio della giuria ecumenica
  - Nomination Palma d'oro
- 2012 - Premio Flaiano
  - Miglior regista a Paolo Sorrentino
- 2011 - Filmkunstmesse
  - Premio della giuria
  - Nomination Miglior film
- 2012 - Ciak d'oro
  - Miglior film[17]
  - Migliore scenografia a Stefania Cella[17]
  - Migliore fotografia a Luca Bigazzi[17]
  - Miglior manifesto a Laurent Lufroy[17]
  - 2º classificato Miglior regia a Paolo Sorrentino
  - Nomination Migliore sceneggiatura a Paolo Sorrentino e Umberto Contarello
  - Nomination Miglior montaggio a Cristiano Travaglioli
  - Nomination Miglior produttore a Nicola Giuliano, Andrea Occhipinti e Francesca Cima e Medusa Film
- 2012 - Bari International Film Festival
  - Miglior direttore della fotografia a Luca Bigazzi